# Xã Woodbury, Quận Blair, Pennsylvania
Xã Woodbury (tiếng Anh: Woodbury Township) là một xã thuộc quận Blair, tiểu bang Pennsylvania, Hoa Kỳ. Năm 2010, dân số của xã này là 1.693 người.